# 王僑
通義侯王僑（韓語：통의후 왕교，1097年—1119年5月30日（四月十九）），是高麗國第十五任君主肅宗王顒的第七子，生母明懿太后柳氏。

## 生平
王僑有同母兄長睿宗王俁、上黨侯王佖、圓明國師王澄儼、帶方公王俌、大原公王侾、齊安公王偦與姊姊大寧宮主、興壽宮主、安壽宮主和福寧宮主（福寧宮主生於1096年）。
史載他聰明好學，在肅宗八年（1103年）受賜名，兄長睿宗即位後在元年（1106年）受封為推仁贊化功臣、開府儀同三司、檢校尙書令、守司空、上柱國、通義侯（韓語：추인찬화공신 개부의동삼사 검교상서령 수사공 상주국 통의후），食邑二千戶。四年後（1110年）加奉節功臣、守司徒，食邑三千戶，王僑本想推辭，但睿宗不允許。睿宗十年（1115年）再冊封他推仁贊化奉節功臣、開府儀同三司、檢校太保、守太尉、上柱國（韓語：추인찬화봉절공신 개부의동삼사 검교태보 수태위 상주국），食邑增至三千百戶。
睿宗十四年（1119年）王僑去世，年二十三歲，諡號英章（영장）。
王僑只有一女，嫁給帶方公王俌的兒子王瑜。